# Hillsboro (Misuri)
Hillsboro es una ciudad ubicada en el condado de Jefferson en el estado estadounidense de Misuri. En el Censo de 2010 tenía una población de 2821 habitantes y una densidad poblacional de 298,25 personas por km².

## Geografía
Hillsboro se encuentra ubicada en las coordenadas 38°13′56″N 90°33′0″O / 38.23222, -90.55000. Según la Oficina del Censo de los Estados Unidos, Hillsboro tiene una superficie total de 9.46 km², de la cual 9.46 km² corresponden a tierra firme y (0%) 0 km² es agua.

## Demografía
Según el censo de 2010, había 2821 personas residiendo en Hillsboro. La densidad de población era de 298,25 hab./km². De los 2821 habitantes, Hillsboro estaba compuesto por el 94.54% blancos, el 2.8% eran afroamericanos, el 0.43% eran amerindios, el 0.46% eran asiáticos, el 0.04% eran isleños del Pacífico, el 0.46% eran de otras razas y el 1.28% pertenecían a dos o más razas. Del total de la población el 1.99% eran hispanos o latinos de cualquier raza.